# 91. krilo
91. krilo, ranije poznata pod nazivom 91. zrakoplovna baza Zagreb, zrakoplovna je postrojba Hrvatskog ratnog zrakoplovstva sa sjedištem u Zračnoj luci „Franjo Tuđman”. Osnovana je 1991. godine.

## Ustrojstvo
Prema Dugoročnom planu razvoja OS RH 2006. – 2015., 91. krilo ima sljedeće ustrojstvo:
- Zapovjedništvo 91. krila

- Zapovjedna satnija
- 191. Eskadrila lovačkih aviona, u čijem se sastavu nalaze borbeni avioni MiG-21
- 194. Eskadrila višenamjenskih helikoptera, u čijem se sastavu nalaze helikopteri Mi-171Sh; smještena u Zračnom pristaništu Lučko
- Zrakoplovno-tehnička satnija

U sastavu krila djelovala je i 29. eskadrila borbenih helikoptera  (29. eBH), u čijem sastavu su bili helikopteri Mi-24. Ovi helikopteri su u međuvremenu otpisani, a postrojba je prestala postojati.

## Zapovjednici
- pukovnik Ivan Ragač
- brigadni general Zdenko Radulj
- brigadir Vladimir Đurković
- brigadir Slavko Glavaš
- brigadir Marin Puh
- brigadir Darko Cigrovski
- brigadir Zdenko Sokić
- brigadir Darko Brajković (16. svibnja 2011. – 15. veljače 2016.)[1]
- pukovnik Michael Križanec - od 16. veljače 2016.[2] do 31. prosinca 2017.

- pukovnik Željko Ninić - od 1. siječnja 2018. godine do 30. lipnja 2018. godine

- brigadir Nikola Mostarac - od 1. srpnja 2018. godine

## Poveznice
- 94. zrakoplovna baza Lučko